# Balys Sruoga

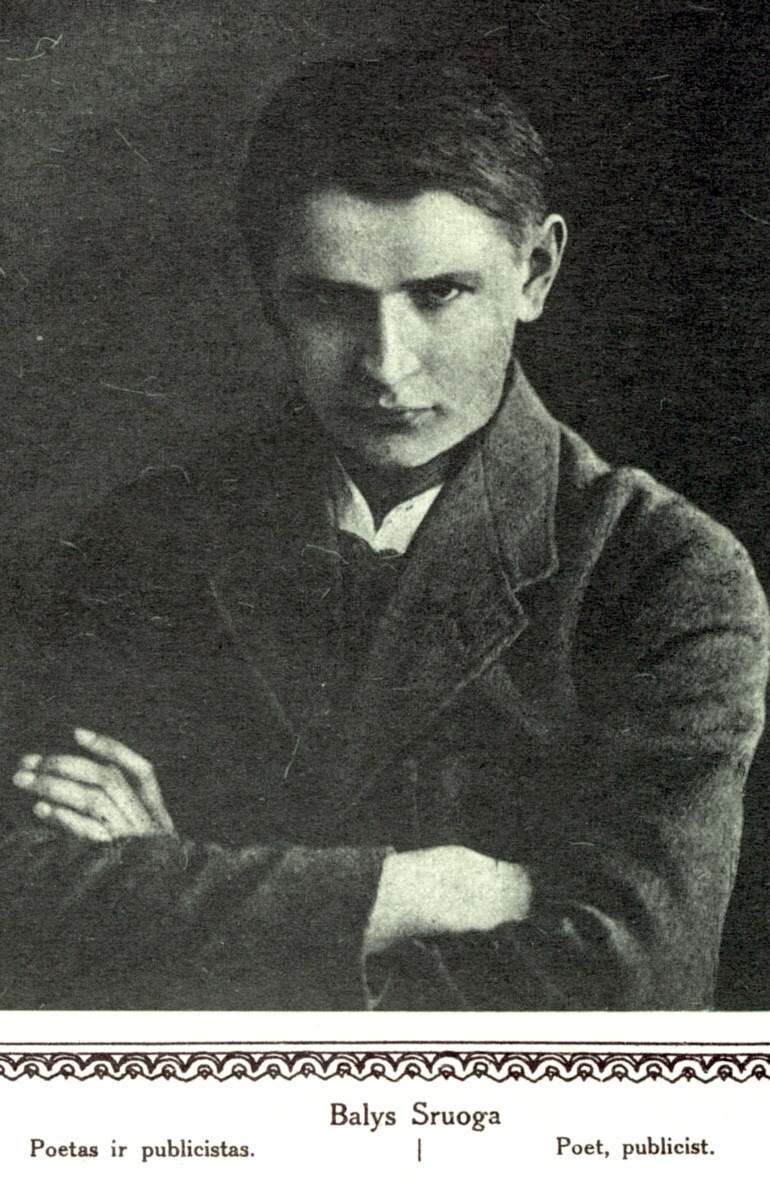
Balys Sruoga, vor 1921

Balys Sruoga (* 2. Februar 1896 in Baibokai bei Biržai, Russisches Kaiserreich; † 16. Oktober 1947 in Vilnius, Litauische SSR) war litauischer Dichter, Dramatiker, Kritiker und Literaturwissenschaftler.

## Leben
Sruoga studierte von 1914 bis 1918 an der Universitäten St. Petersburg und Moskau und ab 1921 an der Universität München, wo er 1924 über litauische Folklore promovierte. Nach seiner Rückkehr nach Litauen, lehrte Sruoga russische Literatur und Theater an der Universität Kaunas (ab 1932 als Professor) und schrieb Literatur- und Theaterkritik.
In den 1930er-Jahren wurde Sruoga als Dramatiker berühmt mit historischen Theaterstücken wie Milžino paunksmė (Im Schatten des Riesen, 1932). 
Ab  1945 lehrte er an der Vilniaus universitetas. Im März 1943 wurde Sruoga zusammen mit anderen litauischen Intellektuellen von den deutschen Besatzern unter dem Vorwurf verhaftet, die Studenten gegen den Dienst in der SS aufzuhetzen, und er wurde ins Konzentrationslager Stutthof deportiert. Seine Erinnerungen an das Leben und Leiden in dem KZ hat er in dem autobiografischen Roman Dievų miškas (Der Wald der Götter) verfasst. Der Roman wurde erst im Jahr 1957 nach der Entstalinisierung veröffentlicht,  10 Jahre nach dem Tod des Schriftstellers, und zählt heute zu den wichtigsten Werken der litauischen Literatur.

## Werke in deutscher Übersetzung
- Der Wald der Götter. Roman, aus dem Litauischen von Markus Roduner, Langenthal (Schweiz), BaltArt-Verlag, 2007, ISBN 3952310913.